# اختراق فيسبوك 2018

حادث اختراق الفيسبوك في 25 سبتمبر 2018 ولأول مرة تم اختراق ما لا يقل عن 50 مليون حساب في فيسبوك.

## لمحة عامة
تعرض موقع التواصل الاجتماعي فيسبوك في يوم 25 سبتمبر عام 2018 لاختراق، من قبل قراصنة أدى إلى سرقة معلومات 50 مليون حساباً، حيث اخرج الموقع 90 مليون من المستخدمين منهم 40 مليون قامو باستخدام الميزه التي ادت الي الأختراق وطلب الموقع منهم إدخال كلمات المرور الخاصة بهم مجدداً حتي يتم تغير ما يسمى (رموز الوصول) (بالإنجليزية: Access Tokens) ، وكان من بين الحسابات المستهدفة وفقاً لما أورده مايك آيزيك وشيرا فرينكل من صحيفة نيويورك تايمز حسابيّ كل من المدير التنفيذي للشركة مارك زوكربيرغ ونائبته شيرل ساندبيرج. كما تكبد عملاق التواصل الاجتماعي خسائر كبيرة في سوق الأسهم،
أوضحت الشركة أن المهاجمين عثرو على خطأ برمجي في ميزة تعرف باسم (مشاهدة كـ) (بالإنجليزية: View As) وتمكنوا القراصنة من استغلال هذا الخطأ في سرقة ما يسمى (رموز الوصول) (بالإنجليزية: Access Tokens) وهي صلاحيات يعطيها المستخدم لطرف ثالث تمكنه من التحكم بحسابه دون معرفة كلمة المرور مثل برامج الألعاب أو مواقع يقوم المستخدم بالتسجيل بها باستخدام حسابه في الفيسبوك. وقد اكتشف المهندسين بالشركة الاختراق الثلاثاء الموافق 24 سبتمبر 2018 وقامت الشركة بإغلاق موقع المطورين إلى أن تصلح الخلل. وطُلب من الأشخاص المحتمل تضررهم أن يعيدوا الدخول إلى الموقع من جديد يوم الجمعة وتأكد الشركة انه لم يتم سرقة باسوردات الحسابات انما رمز الوصول. وكتب رئيس الفريق الأمني في الموقع، غاي روسن، أن الخلل قد أصلح. ولم توضح الشركة على الفور ما إذا كان الخرق مرتبطا باختراق حسابات أم بتسرب معلومات، كما أنها لم تتوصل إلى الجاني، لكنها أشارت إلى أنها أبلغت الشرطة بالأمر. ووفقاً لما ذكرت صحيفة «وول ستريت جورنال».
وأوضح نائب رئيس الشركة لإدارة المنتجات غاي روزن، أنه "من الواضح أن المهاجمين استغلوا خللاً البرمجة، ولقد أصلحنا الأمر وأبلغنا لجهات الحكومية المعنية، مشيرًا إلى أن الحقيق جار في الأمر. وأثار الاختراق جدلاً ومخاوف كبيرتين حول العالم. وأعلنت لجنة حماية البيانات الأيرلندية عن فتحها لتحقيق رسمي في حادثة الاختراق للنظر في مدى التزام فيسبوك بقواعد النظام الأوروبي لحماية البيانات العامة.